# Vasili Mzjavanadze
Vasili Mzjavanadze (Georgisch: ვასილი მჟავანაძე) (Koetaisi, 20 september 1902 - 5 september 1988) was een Georgisch politicus. Van september 1953 tot 28 september 1972 was hij de eerste secretaris van de Georgische Communistische Partij, en van 29 juni 1957 tot 18 december 1972 lid van CPSU's Politbureau. Na een corruptieschandaal werd hij ontslagen en vervangen door Edoeard Sjevardnadze.
Mzjavanadze was tijdens de Tweede Wereldoorlog een politiek commissaris in dienst van het Rode Leger.
Tijdens zijn ambtstermijn na de dood van Stalin als eerste secretaris was hij een symbool van corruptie. Zijn vrouw Tamara werd Koningin Tamar genoemd, vanwege haar smaak voor dure sieraden en antiek.